# Abaulamento (geologia)

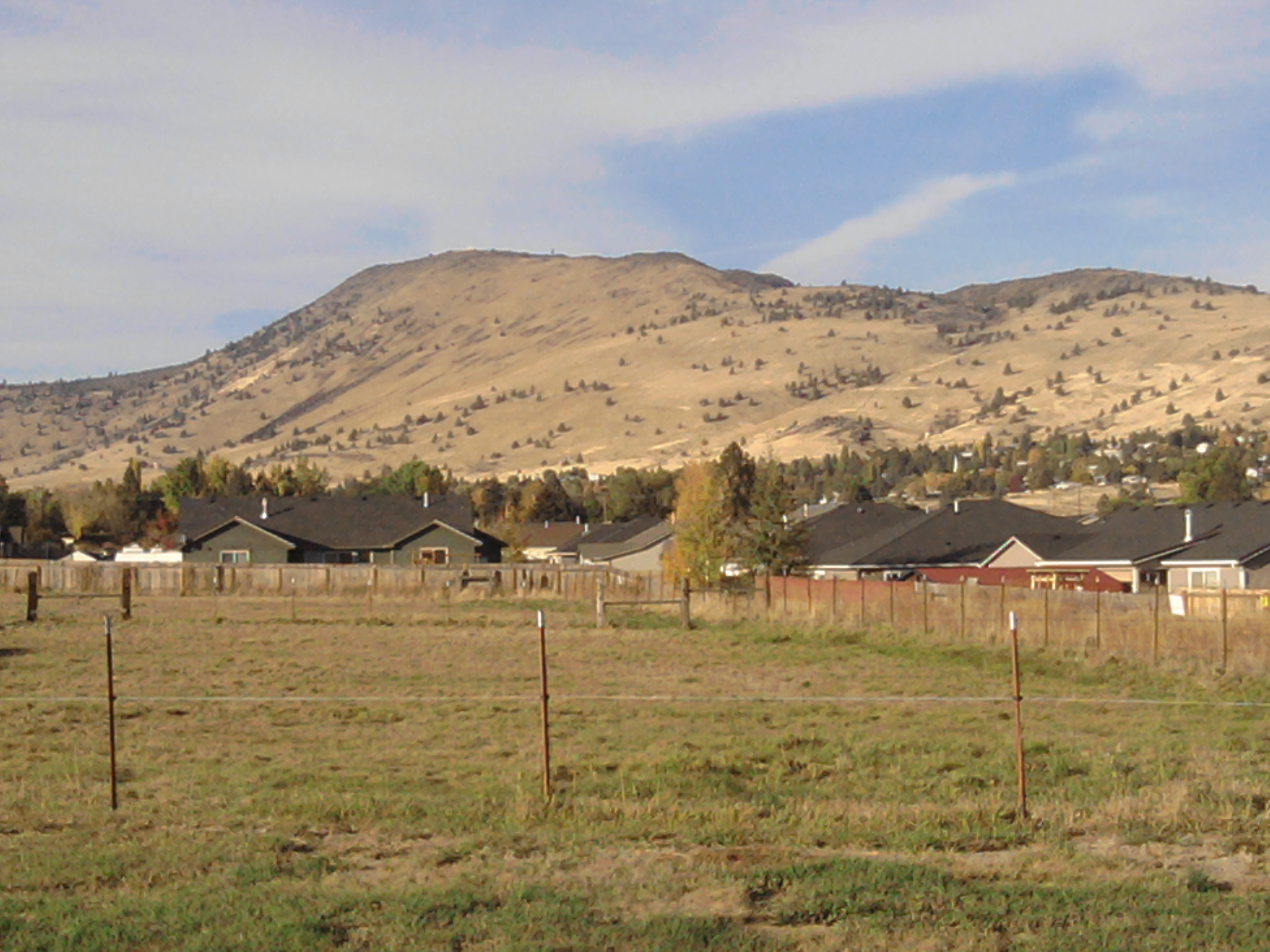
Abaulamento.

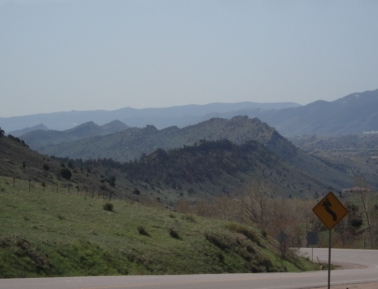
Abaulamento a oeste de Denver, Colorado. Esta porção do abaulamento forma Dinossaur Ridge.

Um Abaulamento (hogback em inglês, ou crêt em francês) designa em geologia e em geomorfologia estrutural uma cadeia de encostas escarpadas, ou uma  ondulação da linha de cume. É [no âmbito das montanhas] um conjunto compacto e rígido de cumes (tergos) estreitos e longos, ou uma série de morros (colinas) com uma cumeeira geralmente estreita e encostas íngremes de inclinação quase igual em ambos os flancos. O termo abaulamento é utilizado para descrever dobraduras do relevo ou para designar saliências rochosas que marcam fronteira com vales anticlinais. Corresponde a uma deformação que provoca o encurvamento de camadas com dobras de grande curvatura e inclinações divergentes para o exterior. A estrutura resultante é assim do tipo domo.
Existem, abaulamentos em Portugal, por exemplo os abaulamentos monoclinais do Maciço Calcário Estremenho.